# 하코다테항

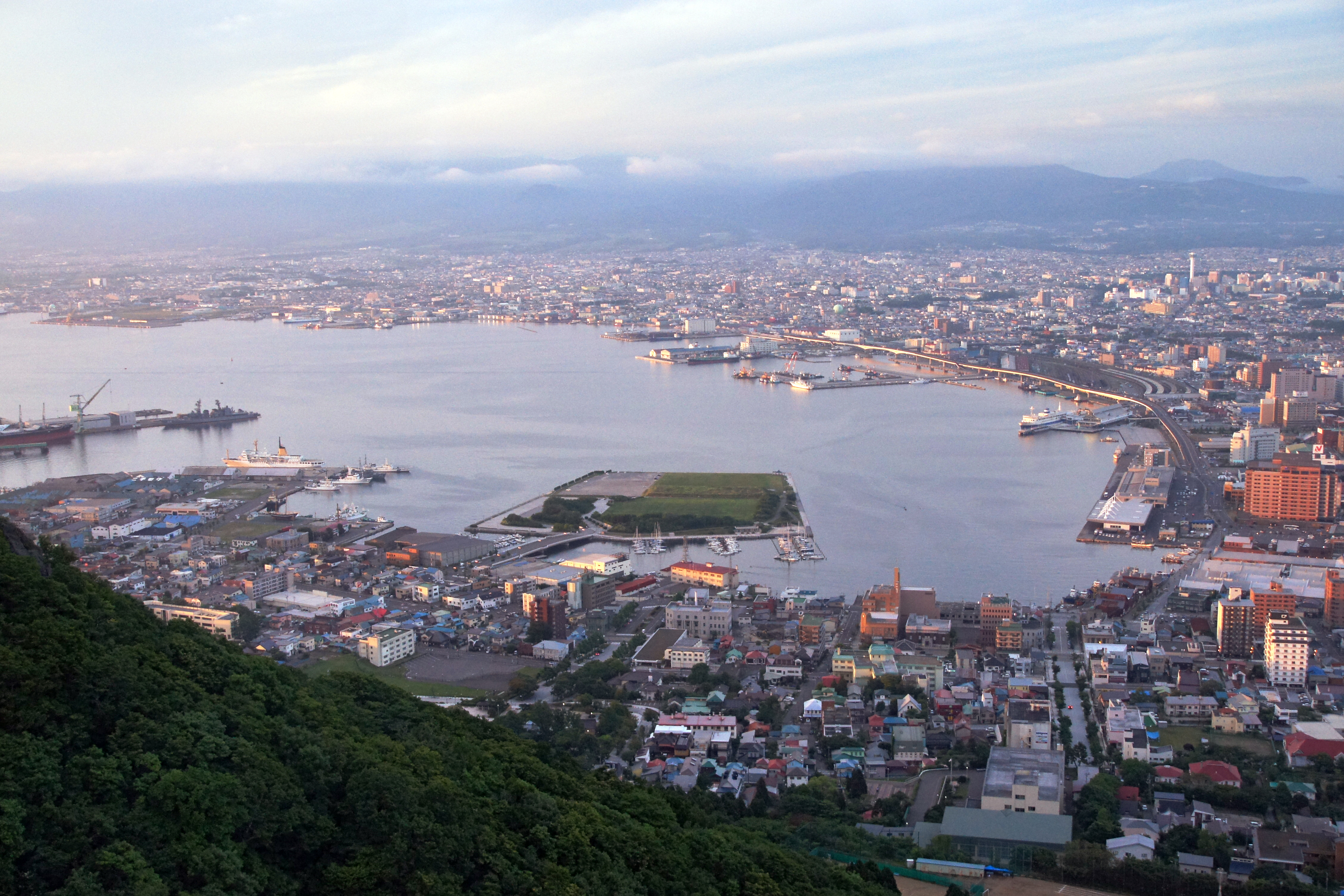
하코다테항

하코다테항(函館港 하코다테코[*])은 일본 홋카이도 하코다테시에 있는 항구이다. 항구 관리자는 하코다테시이며, 일본 항만법으로 중요항만, 항칙법으로 특정항으로 지정되어 있다.
하코다테항은 와타시마 반도 남단에 위치하고 쓰가루 해협에 면한 곶에 의해 형성된 항구로 도모에 모양을 이루고 있기 때문에 옛날에는 "도모에항"이라고 불렸다. 1859년에 요코하마항, 나가사키항과 함께 일본에서 최초의 무역항(교역항)으로서 개항해, 운상소(세관)가 설치되었다. 하코다테항의 정비는 1801년부터 에도 막부나 다카타야 가베에 등에 의해 매립을 시작으로, 이후 홋카이도와 혼슈를 잇는 교통의 요충, 북양어업의 기지 항으로 발전해 왔지만, 세이칸 터널 개통에 의한 세이칸 연락선 폐지에 의해 항만 계획을 개정하였으며, 거품 경제 시대 이후의 사회 정세의 변화에 의해 다시 항만 계획을 개정해, 도난의 유통 거점항, 지역의 특성을 살린 수산·해양에 관한 학술·연구 거점, 관광 도시로서 워터프런트 정비를 진행하고 있다.